# Paradigma experimental
- No confundir con el paradigma positivo o positivista, referido a menudo también con el término "paradigma experimental".

Un paradigma experimental es un conjunto de procedimientos estandarizados que dirigen el desarrollo de una investigación científica experimental. Se trata de un término especialmente utilizado en el ámbito de la psicología cognitiva. En este contexto, constituye un modelo que establece el modo de presentación de los estímulos y las tareas que deben llevar a cabo los participantes del experimento.

## Concepto
Un paradigma experimental es un modelo o patrón que viene condicionado por un constructo teórico que define tanto la finalidad y naturaleza del experimento como las variables dependientes (las que se van a medir para obtener los datos o resultados para contrastar con las hipótesis de partida) e independientes (las que van a ser manipuladas por el investigador), así como los procedimientos a través de los cuales se van a obtener los datos.
El paradigma experimental está estrechamente relacionado con el diseño experimental. En este contexto, el término "paradigma" tiene un significado específico que no se identifica con el uso más amplio que normalmente se hace de esta palabra (véase paradigma).
El término de "paradigma experimental" tampoco se identifica con el de experimento. Un experimento sería una concreción operativa dentro del paradigma experimental.
Por último, se diferencia del término "paradigma de investigación", que hace referencia a la visión teórica que subyace a los distintos enfoques de investigación, y que suelen agruparse en tres grandes grupos: materialista histórico, positivista e interpretativo.

## En psicología
Algunos de los paradigmas experimentales más importante de la psicología son: 

### Paradigma Stroop
En el diseño clásico elaborado por John Ridley Stroop, nos encontramos con una lista de palabras que denotan colores (azul, amarillo, verde, rojo...) escritas en tinta de color, con la particularidad de que en cada palabra, el color de la tinta no se corresponde necesariamente con el de la palabra (p.ej., palabra "rojo" escrita en tinta azul). 
En el paradigma Stroop, se dan dos efectos: facilitación e interferencia. Con respecto a una condición de control de Xs coloreadas, la respuesta se ve facilitada cuando palabra y color son compatibles (decir azul ante la palabra "azul" escrita en tinta azul), y se ve interferida cuando son incompatibles (decir rojo ante la palabra "verde" escrita en tinta roja).

### Paradigma de búsqueda
Permite analizar la rapidez del sujeto para localizar uno o más targets en una matriz constituida por varios estímulos (targets y distractores o sólo distractores). Los targets están definidos por una o varias características, como forma, color, orientación, tamaño, color, brillo...). La variable dependiente suele ser la velocidad de búsqueda o la tasa de errores.

### Paradigma del cambio de tarea
Permite medir y estudiar el coste de respuesta (incremento en el tiempo que tarda el sujeto en dar una respuesta) ocasionado por el cambio de una tarea a otra.

### Paradigma de costes-beneficios
También llamado paradigma de Posner o paradigma de señalización, permite explorar el modo en que una señal (la cual indica, con determinada probabilidad, la ubicación espacial de un target) puede afectar a la detección de éste.

### Paradigma de detección de puntos
Dot-probe paradigm en inglés, permite averiguar qué estímulos, de entre todos los ubicados en diversas zonas de la presentación experimental, están controlando más eficazmente la atención.
En una presentación con estímulos situados en diversas posiciones, el sujeto debe responder lo más rápidamente posible, mediante un pulsador, ante un punto que aparece en cualquier ubicación de dicha presentación. Cuando el punto aparece cerca de una zona que estaba siendo atendida, se supone el tiempo de respuesta debe ser más corto, mientras que los TR más lentos corresponden a zonas no atendidas (inhibidas).
Utilizado originalmente en estudios sobre la ansiedad, se ha ido extendiendo con diversas variantes a otras parcelas de la psicología experimental.

### Paradigma de doble tarea
También denominado paradigma de tarea dual o de tareas concurrentes, es uno de los más utilizados en el estudio de la atención dividida. Se presentan dos tareas que deben ejecutarse simultáneamente, ya sea priorizando una de ellas sobre la otra o sin dar prioridad ninguna de ellas.  En ambos casos, se mide la interferencia producida (tomando como referencia la ejecución de las tareas por separado), lo que nos da una medida de la demanda atencional que produce la presencia de la segunda tarea.

### Paradigma de flancos
También llamado paradigma de Eriksen, el sujeto debe responder a un estímulo target flanqueado por ítems cuya respuesta puede ser compatible, neutra o incompatible con la requerida para el target.

### Paradigma de escucha dicótica
Se presentan dos fuentes de información, una por cada oído, mediante auriculares. Los mensajes pueden ser discursos distintos, letras, dígitos o palabras. Sirve para analizar mecanismos de atención selectiva o de atención dividida. 
En el primer caso, se usa la técnica del sombreado (shadowing), es decir, se le pide al sujeto experimental que repita en voz alta el mensaje atendido.
En el segundo, se usa la técnica de amplitud de memoria dividida (split-span), en la que el participante debe atender a los dos mensajes presentados, y al finalizar, se hacen preguntas de memoria. Esta técnica permite estudiar la distribución de recursos de procesamiento.

### Técnica del hombre de los cuatro oídos
Se presentan al sujeto experimental tres series simultáneas de ítems (p.ej., 3 letras) a través de cuatro altavoces (frontal, trasero, derecho e izquierdo). Tras la presentación de los estímulos, se le pide que recuerde, o bien todo lo que pueda de la presentación en su conjunto (informe total), o bien las palabras de un determinado canal. 

### Tarea de juicios igual-diferente
Se presentan pares de estímulos, y el sujeto responde presionando un pulsador si son iguales y otro pulsador si son diferentes. Puede usarse una tarea de comparación sucesiva (cuando los estímulos se exponen uno tras otro) o de comparación simultánea (cuando los estímulos aparecen a la vez).

### Paradigma de la rarezao paradigmaoddball
Se presenta un estímulo de forma reiterada, y ocasionalmente, se introduce un estímulo discordante (oddball). El sujeto debe detectar la presencia del oddball pulsando un botón, o decir el número de veces que ha aparecido  al final del ensayo. El experimentador puede manipular las proporciones relativas de aparición. Este paradigma se utiliza a menudo durante el registro de potenciales evocados.

### Paradigma de preparacióno técnica delpriming
Las técnicas de priming tratan de analizar la influencia que ejerce la presentación de un estímulo previo (prime o preparador) sobre otro posterior (probe o prueba).

### Presentación rápida de series visuales (PRSV)
Consiste en presentar una secuencia muy rápida de estímulos de forma sucesiva y en la misma posición. El participante debe detectar o identificar un target en dicha secuencia. Debido a la rapidez de la presentación, la variable dependiente suele ser la precisión, más que la velocidad. 
Si el target se numera como O, el ítem que le sigue estaría en la posición + 1, el siguiente en la +2, y así sucesivamente. Los ítems precedentes se numeran negativamente (-1, -2, etc.). 
Entre muchas aplicaciones, esta técnica usa para estudiar el fenómeno del parpadeo atencional.

### Técnica de la señal de stop
Este paradigma se usa para estudiar los mecanismos inhibitorios que actúan para detener una respuesta planificada. 
Se instruye a los sujetos para presionar un pulsador cuando vean un estímulo y otro pulsador cuando vean otro. En algunos ensayos elegidos al azar aparece una señal stop para que el sujeto detenga la respuesta planificada. Esto permite al experimentador localizar en qué momento del procesamiento se sitúa el "punto de no retorno" (es decir, el momento a partir del cual resulta ya imposible detener la respuesta).

### Tarea Simon
Se muestran de modo alterno y aleatorio, a la izquierda o a la derecha de un punto central de fijación, dos estímulos distintos a los que el sujeto debe responder pulsando sendos botones, uno con la mano izquierda y otro con la derecha. A cada estímulo le corresponde un botón (por ejemplo, siempre que aparezca una P, se debe pulsar el derecho, y cuando lo haga una Q, el izquierdo). 
El efecto Simon se refiere a que los tiempos de reacción son más cortos (o hay menos errores) cuando el estímulo aparece en la misma posición en que está el botón a presionar, y demuestra que resulta difícil ignorar la información referida a la posición física de un estímulo durante el procesamiento cognitivo del mismo, lo que produce interferencia en los ensayos incongruentes.